# 刁口乡
刁口乡是中国山东省东营市利津县下辖的一个乡，位于县境东北部，距离县城74公里，一面临海，三面被东营市河口区包围，是利津县的飞地。总面积548.6平方公里。总人口1765人(2006年底)，其中女695人。

## 行政区划
刁口乡下辖:
- 社区(1)：呈祥居委会
- 行政村(3)：渔民村、兴牧村、海铺村。

## 人口
2010年中国第六次人口普查时，刁口乡共有人口1934人。共有家庭585户，平均每户2.55人。14岁以下的少年儿童共217人，占总人口11.22%；15-64岁人口共1628人，占总人口84.17%；65岁及以上的老年人共89人，占总人口的4.601%。男性共计1124人，占总人口58.11%；女性共计810，占总人口41.88%。本地居住的人口中，拥有本地户籍的人口为590人，占30.50%。